# André Aciman
André Aciman (/ɑːsiːmɑːn/; sinh ngày 2 tháng 1 năm 1951) là một nhà văn người Mỹ. Sinh ra và lớn lên ở Alexandria, Ai Cập, ông hiện là giáo sư nổi tiếng tại Đại học Trung tâm Đại học Thành phố New York, nơi ông dạy lịch sử của các lý thuyết văn học và các tác phẩm của Marcel Proust. Aciman trước đây đã từng dạy viết văn bản sáng tạo tại Đại học New York và văn học Pháp tại Princeton và Bard College.
Năm 2009, ông là nhà văn đặc biệt tại Đại học Wesley.
Ông là tác giả của một số tiểu thuyết, bao gồm cả Call Me by Your Name (chiến thắng trong hạng mục Gay Fiction tại Lambda Literary Award 2007) và một hồi ký năm 1995, Out of Egypt, đoạt giải Whiting Award. Mặc dù ông được biết đến nhiều nhất với tác phẩm Call Me by Your Name, nhưng Aciman đã tuyên bố trong một cuộc phỏng vấn vào năm 2019, cuốn sách hay nhất của ông là cuốn tiểu thuyết Eight White Nights.

## Cuộc đời và giáo dục

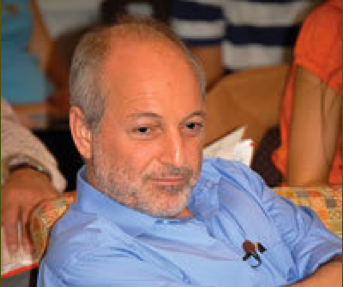
Aciman năm 2009

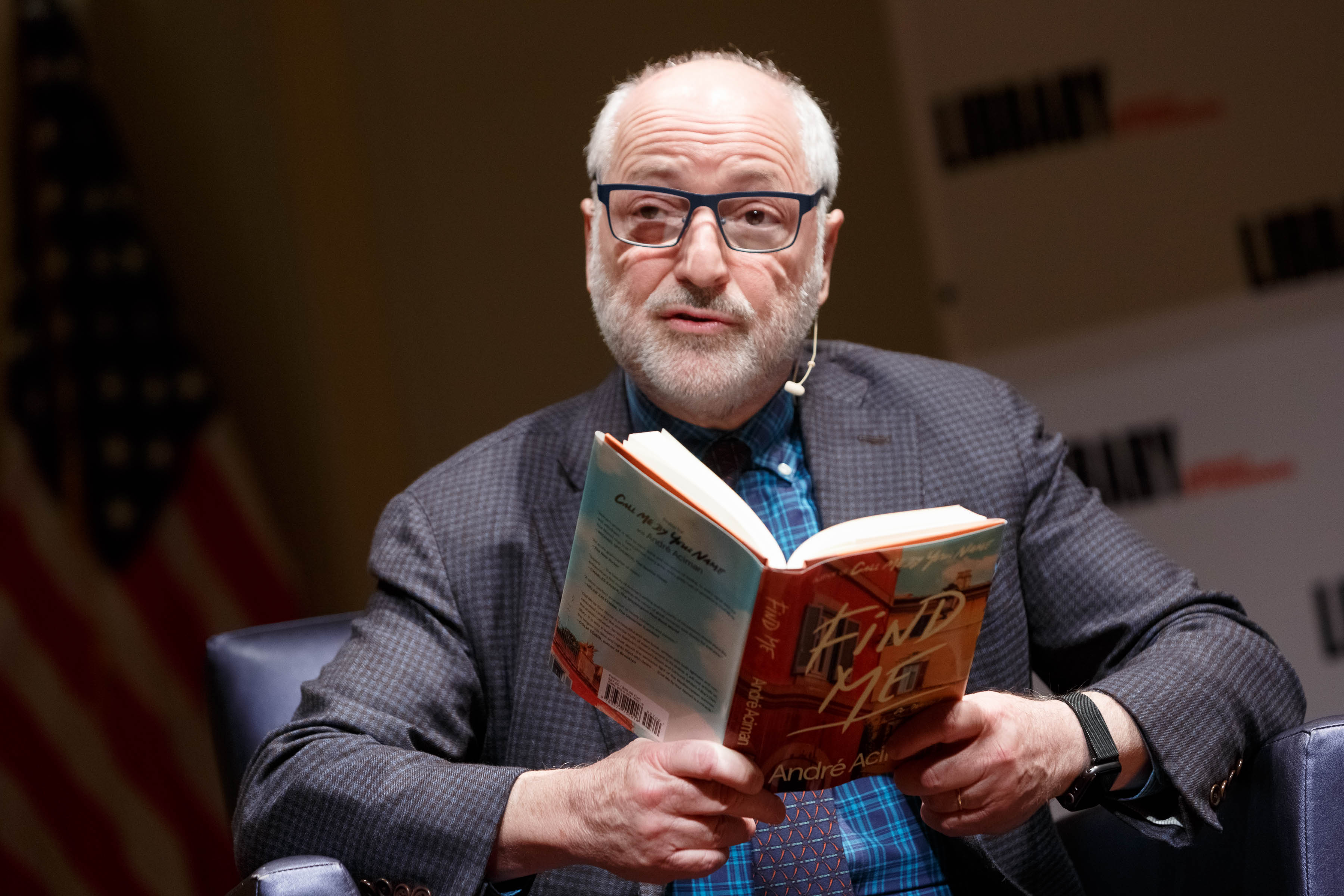
Aciman đọc tiểu thuyết Find Me năm 2019

Aciman được sinh ra ở Alexandria, Ai Cập, con trai của Regine và Henri N. Aciman, người sở hữu một nhà máy dệt kim. mẹ của ông ấy bị điếc. Aciman đã lớn lên trong một gia đình nói tiếng Pháp, nơi các thành viên gia đình cũng thường nói tiếng Hy Lạp, tiếng Anh, và tiếng Ả-Rập.
Cha mẹ ông là người Do Thái Sephardic, có nguồn gốc Thổ Nhĩ Kỳ và Ý, từ những gia đình đã định cư tại Alexandria vào năm 1905. Là thành viên của một trong những Mutamassirun ("nước") cộng đồng của mình, các thành viên trong gia đình của ông ấy đã không thể trở thành công dân Ai Cập. Như một đứa trẻ, Aciman nhầm lẫn tin rằng ông là một công dân Pháp. Ông đã đi học trường của Anh tại Ai Cập. Gia đình ông đã thoát khỏi cuộc di cư và những lần trục xuất từ Ai Cập những năm 1956–57. Tuy nhiên, căng thẳng gia tăng với Israel dưới Tổng thống Gamal Abdel Nasser đưa người do Thái trong một vị trí bấp bênh và gia đình của ông ấy đã rời khỏi Ai Cập chín năm sau đó vào năm 1965.
Sau khi cha ông có quốc tịch Ý cho gia đình, Aciman chuyển đến sống với mẹ và anh trai của mình như những người tị nạn đến Rome trong khi cha ông chuyển đến Paris. Ông ta nhận được một B.A. bằng tiếng Anh và Văn học so sánh từ trường Lehman College năm 1973, và bằng Thạc sĩ và Tiến sĩ về Văn học so sánh của Đại học Harvard năm 1988.

## Thoát khỏi Ai Cập
Cuốn hồi ký năm 1995 của Aciman, Thoát khỏi Ai Cập (Out of Egypt) được đánh giá rộng rãi. Trong tờ New York Times, Michiko Kakutani đã mô tả cuốn sách này như là một "cuốn hồi ký đáng chú ý... để lại cho người đọc một bức chân dung đầy mê hoặc của một thế giới biến mất." Cô so sánh tác phẩm của mình với tác phẩm của Lawrence Durrell và chú thích "Có một số cảnh sinh động tuyệt vời ở đây, lạ lùng và kỳ diệu như một cái gì đó trong García Márquez, hài hước và đáng ngạc nhiên như một cái gì đó ở Chekhov."

## Cuộc sống cá nhân
Aciman đã kết hôn với Susan Wiviott, và có ba người con trai, Alexander và anh em song sinh Philip và Michael. Vợ ông, Susan, là một cựu sinh viên Wisconsin và tốt nghiệp đại học Luật Harvard, là Giám đốc điều hành của Bridge, Inc., một tổ chức phi lợi nhuận có trụ sở tại NYC cung cấp các dịch vụ phục hồi chức năng. Cô cũng là chủ tịch Hội đồng quản trị của Kadmon Holdings, Inc.,
Aciman tự miêu tả mình là một người theo thiên hướng tình dục "chất lỏng", hơn là dị tính hay đồng tính luyến ái.

## Giải thưởng
- Năm 1995 Whithing Award
- Năm 2007 Lambda Literary Award

## Sách tham khảo

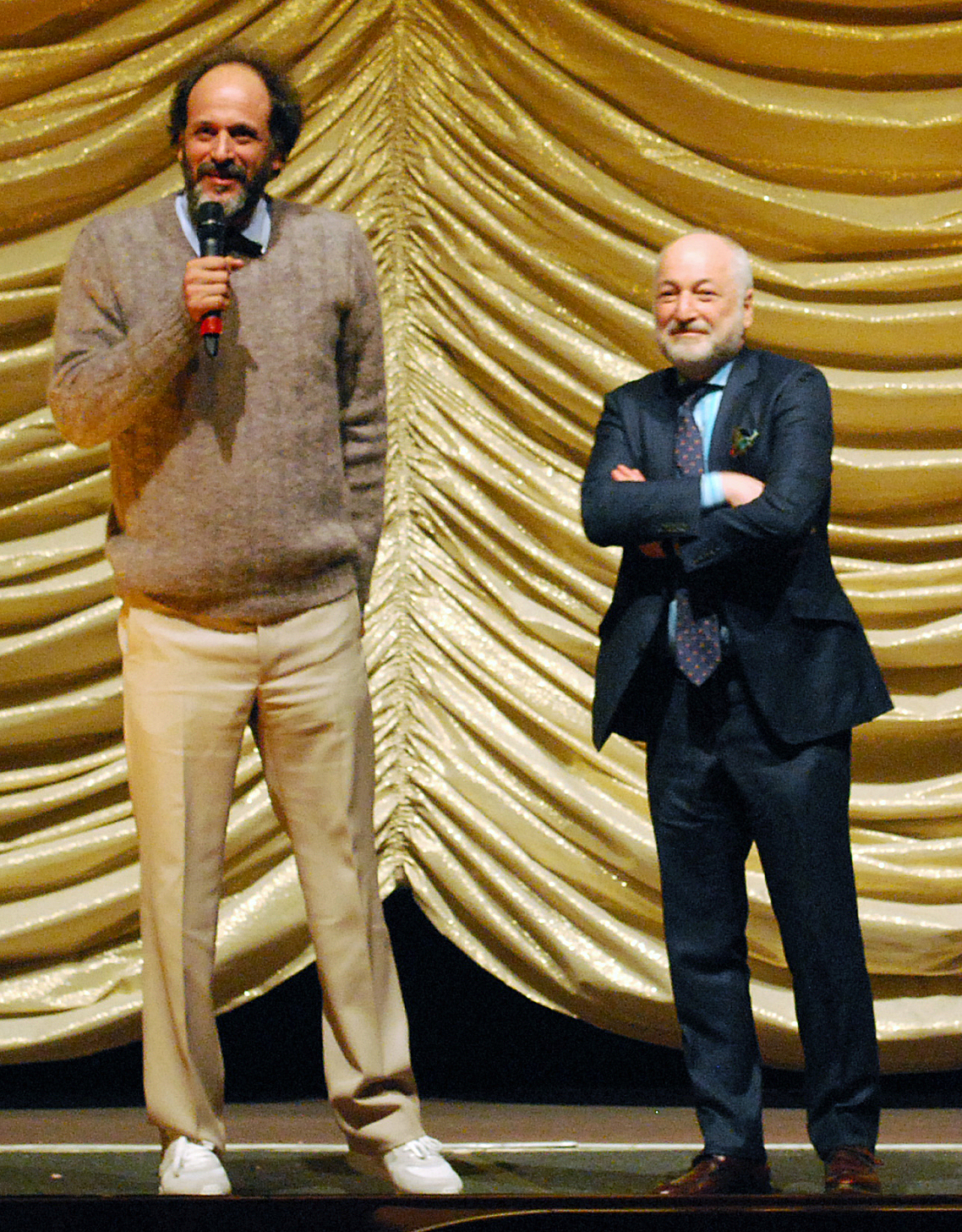
Luca Guadagnino và Aciman tại buổi công chiếu bộ phim Call Me by Your Name tại Liên hoan phim quốc tế Berlin 2017

### Tiểu thuyết
- Aciman, André (2007). Call Me by Your Name.[21][22][23]
- Eight White Nights (tiểu thuyết) (2010)
- Harvard Square (tiểu thuyết) (2013)
- Enigma Variations: A Novel (2017)
- Find Me (2019)

### Truyện ngắn
- "Monsieur Kalashnikov". The Paris Review. Quyển 181. Summer 2007.
- "Abingdon Square". Granta. Quyển 122 số Betrayal. Winter 2013.

### Không hư cấu
- Thoát khỏi Ai Cập (hồi ký) (1995)
- "Reflections of an Uncertain Jew". The Threepenny Review. Quyển 81. Spring 2000.
- False papers: essays on exile and memory (2000)
- The Proust Project (2004)[2][24]
- Alibis: Essays on Elsewhere (2011)
- Aciman, André (ngày 17 tháng 3 năm 2014). "Are you listening? Conversations with my deaf mother". Personal History. The New Yorker. Quyển 90 số 4. tr. 32–35.